# Batalla del Puente 14
La Batalla del Puente 14 se libró el 14 de diciembre de 1975, en Angola, durante la guerra civil angoleña (1975-2002). La batalla es poco conocida fuera de Sudáfrica, aunque representó una gran derrota para las fuerzas comunistas en Angola –el MPLA y los cubanos– a manos de las tropas sudafricanas. Esto se debe en parte a que los únicos relatos detallados publicados sobre esta operación fueron escritos en afrikáans y ninguno ha sido traducido todavía. Durante esta batalla, muchos soldados sudafricanos obtuvieron la Honoris Crux (Cruz de Honor), la más alta condecoración de la SADF.
En 1975, los sudafricanos se vieron directamente involucrados en los combates angoleños y, como parte de la Operación Savana, sus tropas y las de UNITA infligieron una aplastante derrota en el Puente 14 a las fuerzas cubanas y gubernamentales angoleñas, aunque claramente superiores en número y equipamiento; en particular los tanques T-54. Cuatro sudafricanos perdieron la vida durante esta batalla contra más de 400 pérdidas en el bando contrario. Además, los vencedores se apoderaron de una gran cantidad de material bélico abandonado por los vencidos durante su retirada.

## Contexto
Desde la independencia, Angola se encuentra sumida en una guerra civil que enfrenta principalmente al Movimiento Popular para la Liberación de Angola (MPLA), responsable del gobierno, por un lado, y a los movimientos rebeldes de la Unión Nacional para la Independencia Total de Angola. (UNITA) y el Frente de Liberación Nacional de Angola (FNLA), por otro lado. El MPLA, de orientación marxista, se benefició del apoyo político, económico y militar de los países del Bloque del Este y se benefició sobre el terreno del apoyo directo de una fuerza expedicionaria cubana, cuya ayuda fue invaluable para detener una ofensiva del FNLA en Luanda, durante la Batalla de Quifangondo.
La UNITA, pro-occidental, fue apoyada, más o menos oficialmente según los años, por los Estados Unidos, y militarmente, al principio del conflicto y hasta el final del régimen del apartheid, por Sudáfrica, entonces en guerra en Namibia con combatientes de la SWAPO, políticamente cercanos al MPLA, que lucharon por la independencia de su país y encontraron refugio en Angola.

## La batalla

### Primeros enfrentamientos

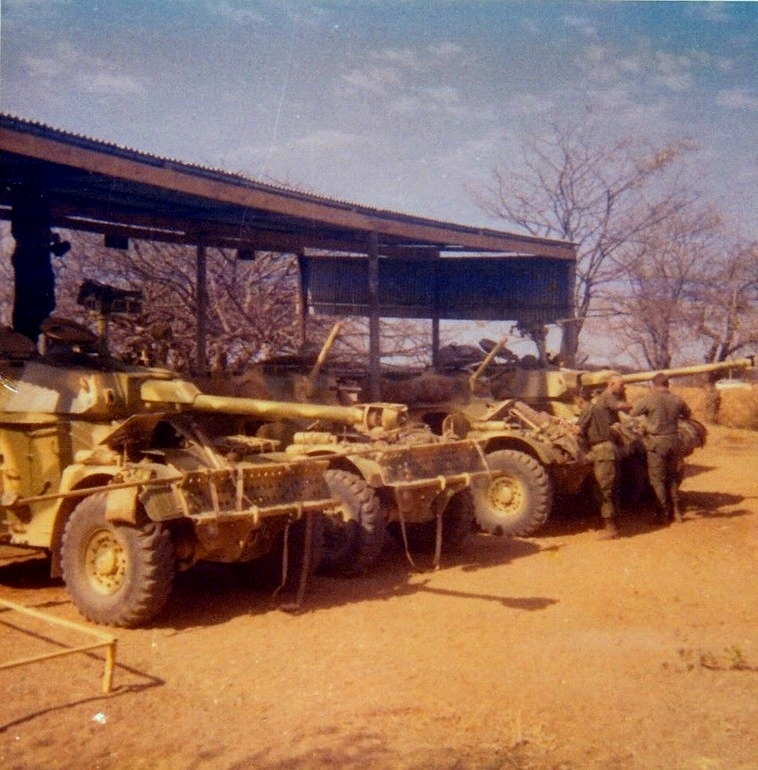
Vehículos blindados Eland sudafricanos en una zona de preparación poco antes de la Operación Savana.

El puente 14 estaba situado sobre el río Nhia, en la carretera de Cela a Quibala. En noviembre, el grupo de batalla Foxbat (en inglés: Battle Group Foxbat) derrotó a una fuerza del MPLA, que se retiró a este puente y luego lo hizo volar. El avance de las fuerzas sudafricanas a lo largo de la única carretera pavimentada que conduce a Quibala se detuvo en el río Nhia. Debido a las fuertes lluvias caídas en la región y al terreno pantanoso, el puente era el único medio de paso para vehículos pesados. En el momento de la batalla, los sudafricanos y la UNITA ya se encontraban en retirada de Angola.
El coronel Swart, comandante de la Task Force Zulu, quería saber qué estaba haciendo el enemigo en el puente y por eso el comandante Breytenbach envió al sargento Danny Roxo, un veterano portugués, con un pelotón de infantería y algunos vehículos blindados a la zona del puente para realizar un reconocimiento. Poco después, la fuerza principal escuchó sonidos de batalla, incluido fuego de mortero. A lo lejos se observó cómo los dos vehículos blindados regresaban hacia la fuerza principal a toda velocidad, seguidos de cerca por la explosión de granadas de mortero. Breytenbach ordenó a los coches que regresaran para ayudar a Roxo y a la infantería, pero los comandantes se negaron, diciendo que el bombardeo era demasiado pesado. Entonces la infantería apareció en el camino y pocos minutos después Roxo y sus hombres subieron a los carros blindados y regresaron a las posiciones de la fuerza principal. Purple informa que el puente se derrumbó e inmediatamente menciona que los soldados enemigos murieron durante el reconocimiento.
Más tarde, Breytenbach escuchó la historia completa de dos prisioneros fugitivos que escucharon a los cubanos hablar con cierta sorpresa sobre la reunión con Roxo. Mientras avanzaba para revisar el puente, Roxo vio a un cubano al otro lado y le disparó. Roxo comenzó a retirarse y otras tropas enemigas salieron de su refugio y comenzaron a dispararle. Éste respondió disparando desde la cintura, matando a once enemigos, entre ellos cuatro cubanos. Posteriormente recibió el Honoris Crux por este encuentro.El coraje excepcional de Roxo se evidencia en la forma en que murió unos meses después. Mientras patrullaba cerca del río Okavango, su "Lobo" chocó contra una mina terrestre y volcó, matando a un hombre y aplastando a Roxo debajo de él. El resto de la tripulación intentó liberarlo, pero pesaba demasiado. Breytenbach escribió:

Danny Roxo, fiel a su naturaleza intrépida, decidió aprovecharlo, encendiendo un cigarrillo y fumándolo tranquilamente hasta terminar, luego murió, aún atrapado bajo Wolf. No se quejó ni una sola vez, ni dejó escapar un solo gemido o lamento, a pesar de que el dolor debió ser insoportable. Así murió el sargento Danny Roxo, un hombre que se convirtió en una leyenda en las fuerzas de seguridad portuguesas en Mozambique, y que rápidamente se convirtió en una leyenda más en las fuerzas especiales sudafricanas.
— Jan Breytenbach, They Live by the Sword, pp. 105

### Duelos de artillería

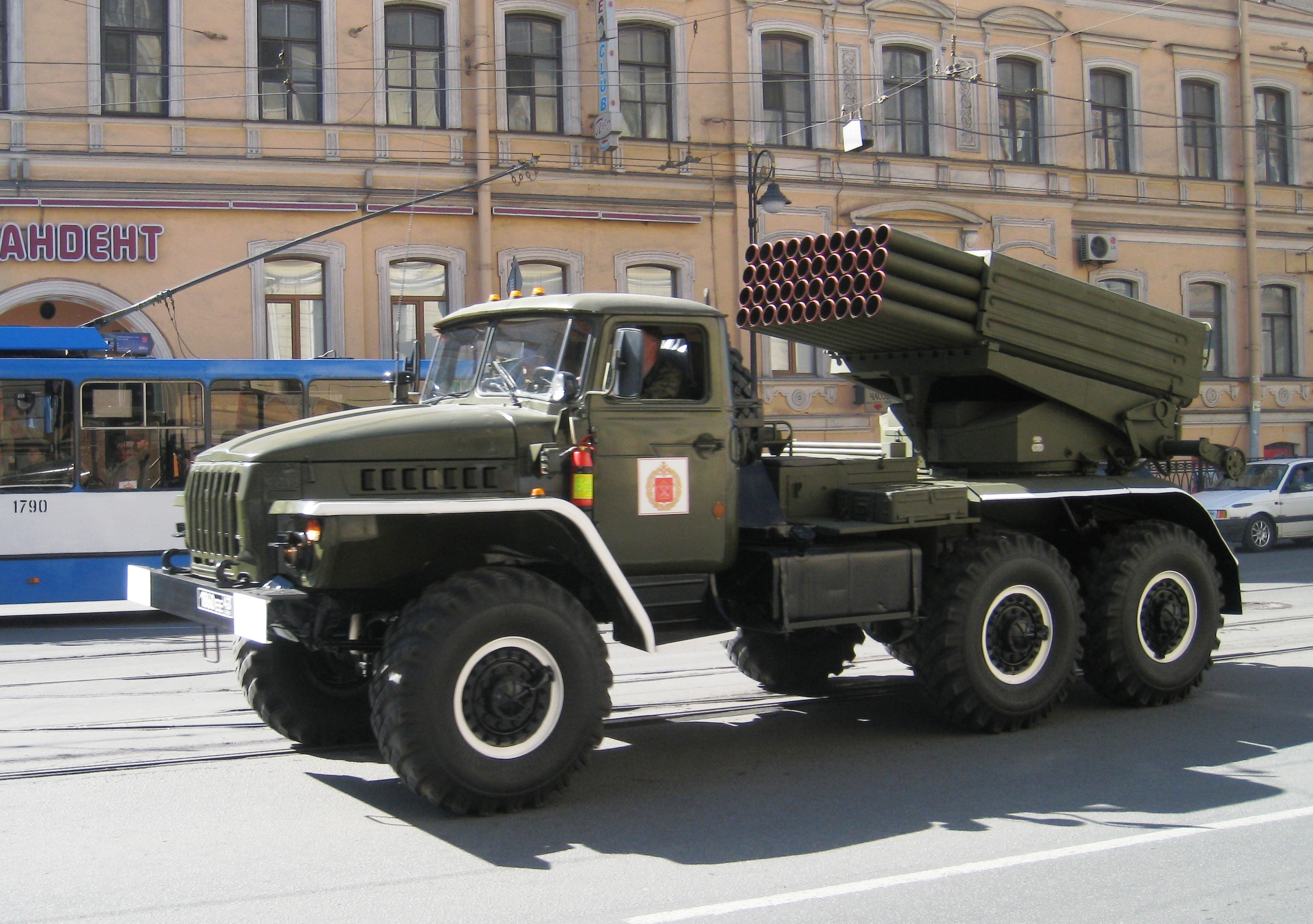
BM-21 Grad "Katyusha", llamado por los sudafricanos " Roi Oog".

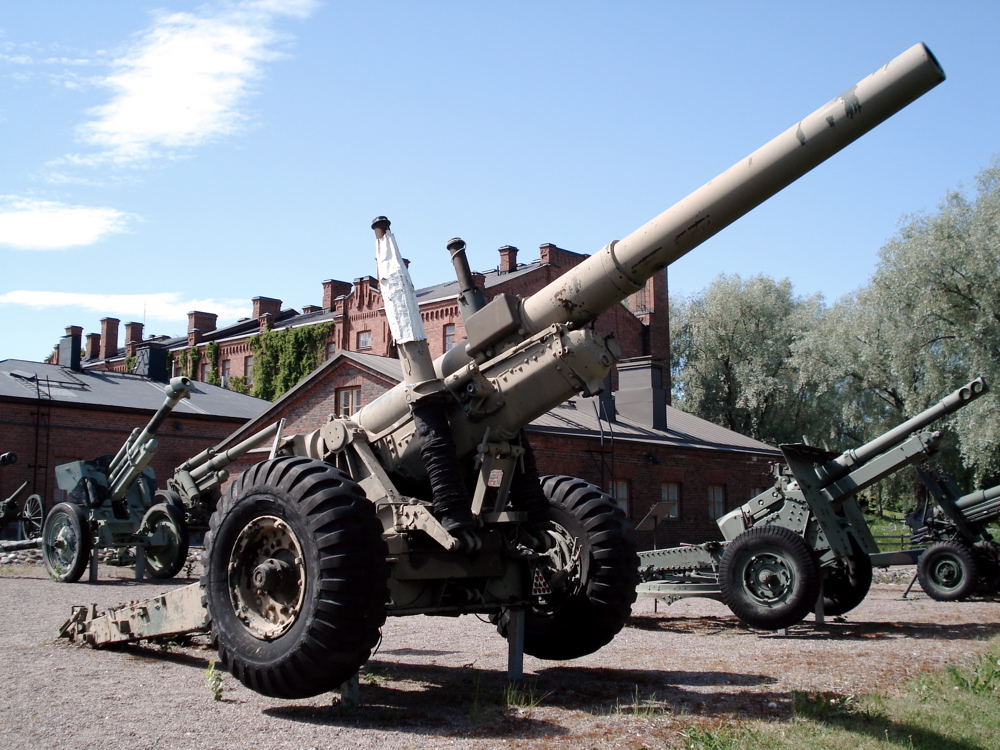
Obús de artillería BL de 5,5 pulgadas (140 mm).

El avance del Foxbat hacia Quibala también fue detenido en el río Nhia por una poderosa fuerza de artillería, que incluía varios lanzacohetes múltiples y una fuerza combinada de infantería cubana y de las FAPLA . Por lo tanto, era necesario no sólo restaurar el puente –su único medio de paso– sino al mismo tiempo eliminar una fuerza enemiga superior. Se enviaron observadores a una colina cercana llamada Top Hat (Sombrero de copa) y establecieron un puesto de observación (PO) desde donde podían ver el puente. También pudieron observar al enemigo estableciendo posiciones de mortero en un kraal cercano y desatando fuego de artillería sudafricano, que rápidamente eliminó la posición. Los observadores también lograron disparar directamente contra un vehículo blindado y un cohete Ojo Rojo, los cuales fueron destruidos.
Más tarde, desde este punto de vista, los sudafricanos pudieron observar a las FAPLA y a las tropas cubanas vadeando el río cerca del sitio del puente. Una vez más desataron fuego de artillería, creando caos entre el enemigo sorprendido, las granadas explotaban continuamente matando a muchos de ellos. Se enviaron dos helicópteros de las FAPLA a buscar en la ladera al PO, que el enemigo ya sabía que debía estar en esta zona, pero no fue descubierto. El observador, el cabo André Diederichs, permaneció allí casi una semana antes de regresar a las líneas sudafricanas. Diederichs era miembro del comando de reconocimiento de élite, el Recce, pero tenía poca experiencia como observador de artillería y tuvo que ser entrenado in situ por radio en el procedimiento correcto.
Llegaron refuerzos para la fuerza cubana/FAPLA durante la primera semana de diciembre y establecieron un cuartel general y un depósito de municiones justo al norte del río. Una patrulla del 1.er Comando de Reconocimiento (en inglés: 1 Recce Commando) intentó llegar al lugar a pie, pero no pudo cruzar el río, ahora inundado por las fuertes lluvias. Dos noches más tarde, el 7 de diciembre, aterrizaron en helicóptero en el lado norte, pero poco después de cruzar un kraal fueron descubiertos por el enemigo y disparados con ametralladoras. El sargento Frederick Wannenburg, su comandante, no pudo devolver el fuego desde su posición, por lo que se movió de refugio en refugio, disparando continuamente. Finalmente atrapado entre dos disparos, fue herido en el estómago y en varios lugares más. El sargento mayor Johannes Conradie tomó entonces el mando, reagrupó a los hombres y envió un grupo de flanqueo que se acercó al enemigo y, aunque bajo intenso fuego a corta distancia, los obligó a retirarse. Cuando se pudo llamar a un helicóptero para evacuar a la patrulla, Wannenburg ya estaba muerto. Él y Conradie recibieron el Honoris Crux.
El 9 de diciembre, el enemigo se retiró a posiciones más alejadas del río y abandonó sus intentos de controlar el puente, en gran parte debido al devastador y preciso fuego de artillería sudafricano. Las tropas restantes del grupo de batalla sudafricano avanzaron para tomar posiciones cerca del lado sur del puente. El 10 de diciembre, los ingenieros comenzaron a reconstruir el puente, utilizando troncos de Bluegum del arbusto cercano, pero el enemigo pronto comenzó a concentrar el fuego en el área del puente. Dos de los ingenieros sudafricanos murieron durante el intenso bombardeo y todos los esfuerzos para reparar el puente fueron abandonados temporalmente.
Fueron al río y, como un hombre había resultado herido, el teniente Heyns nadó hasta el río tres veces durante la noche para conseguir ayuda y suministros médicos. Sin embargo, el soldado resultó gravemente herido y finalmente un médico cruzó el río embravecido con una cuerda y fue guiado a través del pantano hasta la patrulla. Varios Reeces lo acompañaron y, cuando las FAPLA comenzaron a dispararles, ahuyentaron al enemigo de la patrulla aislada. El teniente Heyns y el médico llevaron al herido de regreso en una camilla, cubriéndose cada vez que les disparaban. A continuación, un helicóptero evacuó al herido hasta Cela, donde falleció esa misma noche.
El 11 de diciembre, el bombardeo de artillería sudafricana contra posiciones enemigas hizo que la zona fuera lo suficientemente segura como para que los ingenieros continuaran sus esfuerzos por reparar el puente, aunque los cohetes Red Eye continuaron aterrizando cerca. Los observadores que pudieron ver las ráfagas disparadas a lo lejos advirtieron rápidamente a los hombres, quienes luego se pusieron a cubierto hasta que las explosiones terminaron y pudieron continuar su trabajo. En la tarde del 11 de diciembre, el comandante de la Fuerza de Tarea Zulú, coronel Blackie Swart, visitó las posiciones de Foxbat y los dos comandantes de unidad llevaron a cabo un rápido reconocimiento de las posiciones enemigas. Swart enfatizó que era imperativo que sus fuerzas se pusieran en movimiento nuevamente y Kruys acordó intentar completar el trabajo del cruce esa noche o el día siguiente.

### El ataque blindado sudafricano

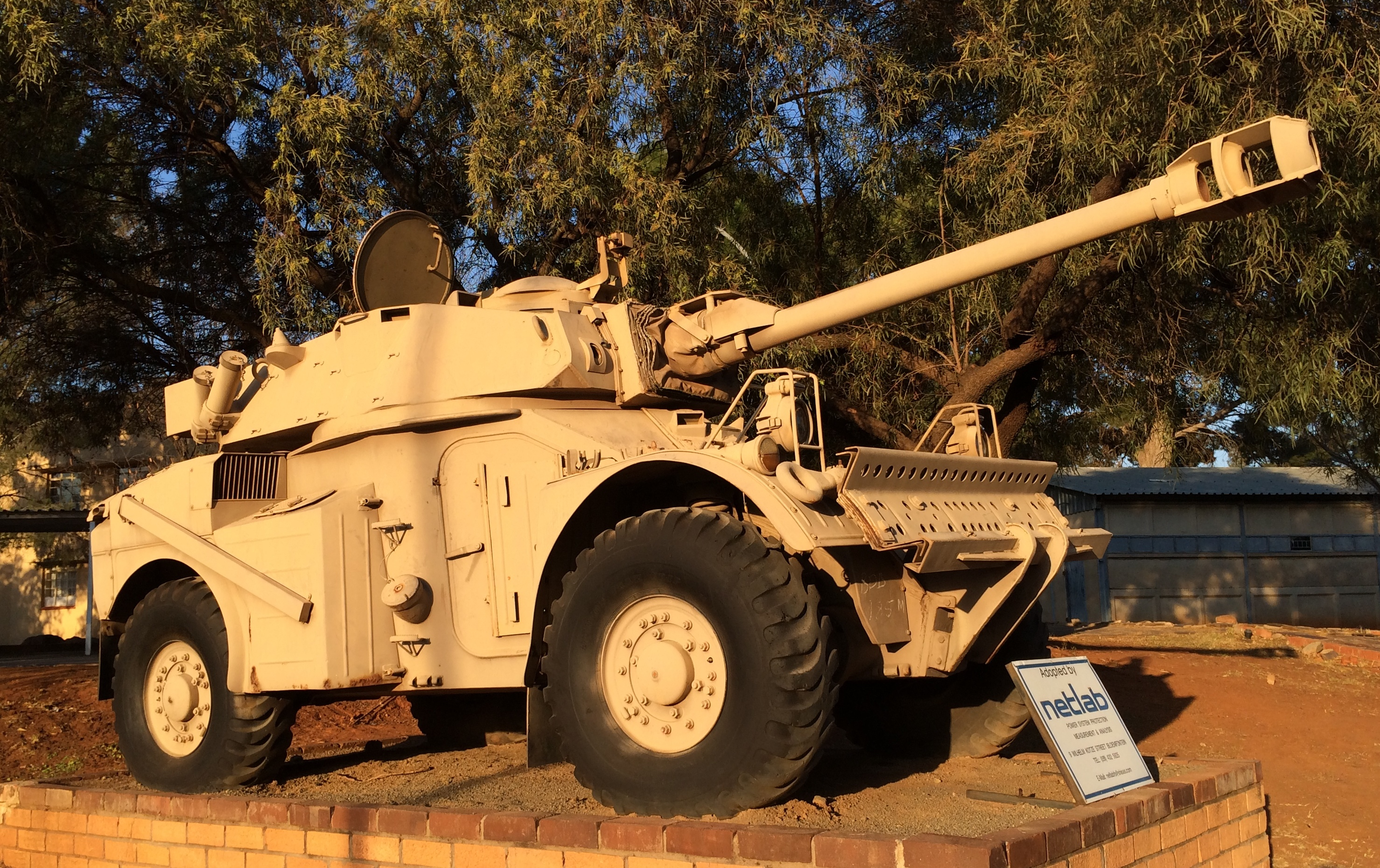
Eland-90 Mk7 conservado en Bloemfontein, Sudáfrica.

Los zapadores sudaron para tener el puente listo a tiempo, y con las primeras luces del 12 de diciembre, la artillería sudafricana se preparó para un esfuerzo supremo. La mañana estaba nublada y la artillería retrasó el inicio del bombardeo hasta que los objetivos enemigos se hicieron visibles para los observadores. El ataque de infantería y vehículos blindados se produciría en tres fases:
1. Un ataque central con vehículos blindados Eland y una compañía de infantería para hacer retroceder al enemigo hasta el Puente 15, cerca de Cassamba.
2. Un ataque de una compañía de infantería para tomar el kraal.
3. Una compañía de infantería ataca las posiciones montañosas para tomar las alturas y luego unirse con los vehículos blindados de la fase 1.

Contra ellos se encontraba un batallón de más de 1.000 soldados de infantería, muchos de ellos soldados cubanos. Más atrás estaban las armas antitanques, en particular los misiles 9M14 Malyutka (también conocidos como Sagger), utilizados para cubrir la ruta por la que avanzaría el Foxbat. En su segunda línea de defensa, las FAPLA contaban con varios morteros de 120 mm tripulados por cubanos, cañones de 75 mm y una batería completa de cañones antiaéreos de 14,7 mm, además de varios lanzacohetes múltiples de 122 mm. Los lanzacohetes múltiples BM-21, de fabricación rusa, conocidos como Órganos de Stalin o Katyusha y decisivos en Quifangondo, fueron apodados por los soldados sudafricanos en afrikáans como "Rooi Oog".
La mayoría de las posiciones enemigas habían sido cuidadosamente identificadas en los días anteriores por los observadores y cuando los sudafricanos comenzaron con el bombardeo de artillería más intenso de la batalla, el enemigo fue tomado por sorpresa. Algunos camiones de municiones de las FAPLA fueron alcanzados y explotaron. Las posiciones de artillería enemiga fueron alcanzadas y destruidas, los morteros cubanos recibieron un impacto directo, matando a la mayoría de las tripulaciones, y en cuestión de horas la artillería sudafricana dominó el campo de batalla. A las 7:00 horas comenzó la fase 1 del ataque, seguida casi inmediatamente por la fase 2.

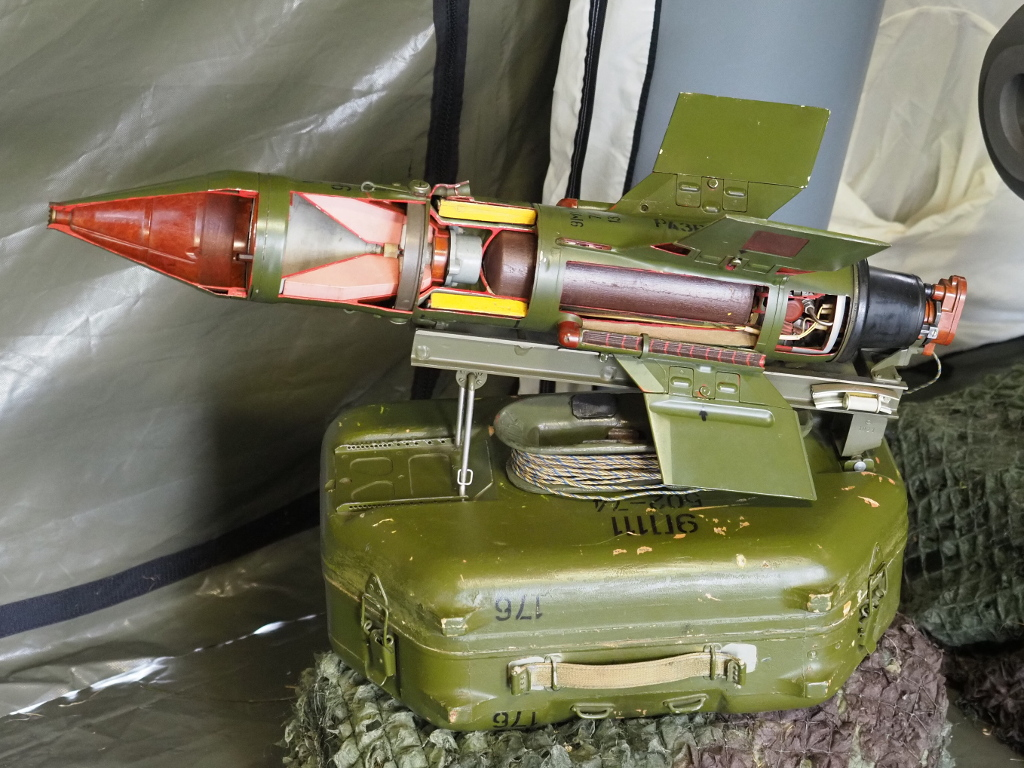
9M14 Malyutka, también conocido como Sagger.

Los vehículos blindados Eland cruzaron el puente y tras avanzar unos 500 metros se encontraron de cara al enemigo, disparando continuamente. Los coches se posicionaron a 100 metros de los lados de la carretera, confundiendo a los equipos enemigos de Sagger que estaban posicionados para disparar en la carretera. La infantería enemiga comenzó a retirarse y uno de los vehículos blindados sorprendió a una posición de mortero, destruyendo seis morteros con uno de sus proyectiles de 90 mm. Cuando se quedaron sin municiones, enviaron tres Elands más para reemplazarlos. El segundo teniente van Vuuren, al mando de la segunda unidad, pasó al primer grupo y recibió una advertencia de que los tanques cubanos se acercaban desde el norte.
El fuego de artillería enemiga todavía explotaba alrededor de los coches cuando un camión ruso en retirada lleno de tropas cubanas se detuvo detrás de los Eland. Al principio, Van Vuuren pensó que eran sus propias tropas en un vehículo capturado (muchos fueron utilizados por los sudafricanos), pero un rápido mensaje de radio confirmó que debían ser enemigos. Al parecer, los ocupantes del camión también estaban confundidos. No dispararon, pero intentaron atravesar los Elands, utilizando las luces de advertencia del camión para señalar su intención. Van Vuuren esperó para adelantar a su Eland y luego lanzó un proyectil de 90 mm en la parte trasera del camión, matando a los 20 ocupantes cubanos.
Los vehículos blindados se dirigieron luego hacia una granja, donde otros 20 cubanos se encontraban afuera, aparentemente en conferencia. A Van Vuuren también le faltaban municiones para los Elands y ordenó a sus comandantes que cerraran las escotillas. Los cubanos invadieron los Eland y comenzaron a disparar. Van Vuuren respondió al fuego con una pistola, disparando a través de una escotilla de la torreta y matando a once cubanos mientras intentaban subir a los vehículos blindados. Más tarde se descubrió que los cubanos estaban fumando marihuana en la granja, lo que explica el imprudente ataque a los Eland.
Los vehículos blindados avanzaron tan rápido que la infantería no pudo seguirles el ritmo. La fase 2 del ataque se desarrolló según lo planeado, con poca resistencia ofrecida en el kraal, que fue abandonado por el enemigo después de que comenzaran a caer sobre él proyectiles de artillería sudafricanos. Dejaron atrás sus armas pesadas y municiones. La fase 3 se pospuso después de que el comandante de infantería de UNITA resultara levemente herido y sus hombres se negaran a continuar sin el apoyo de vehículos blindados. Por tanto, su ataque fue reanudado y completado por tropas de la fase 2. El grupo de batalla Foxbat no se detuvo, como estaba previsto inicialmente, en Cassamba, sino que continuó luchando y avanzando hasta llegar al Puente 15. El enemigo luchó duro para mantener la posesión del área, pero sus blindados se retiraron después de que uno de sus vehículos blindados fuera alcanzado por fuego de artillería.
Al mediodía finalizó el ataque y las tropas comenzaron a consolidar sus posiciones. Alrededor de las 13.00 horas empezó a llover intensamente y los movimientos de tropas se vieron gravemente obstaculizados, aunque los ingenieros continuaron trabajando en el puente. El área entre las colinas y Almeida ahora estaba segura y patrullas de tropas sudafricanas y vehículos blindados comenzaron a limpiar el área de los focos restantes de tropas enemigas. El camino a Quibala estaba ahora abierto y los sudafricanos avanzaron unos 6 kilómetros al norte de Almeida, aunque las zonas minadas y los bombardeos con cohetes Ojo Rojo frenaron el avance de la Fuerza de Tarea Zulú.

## Consecuencias

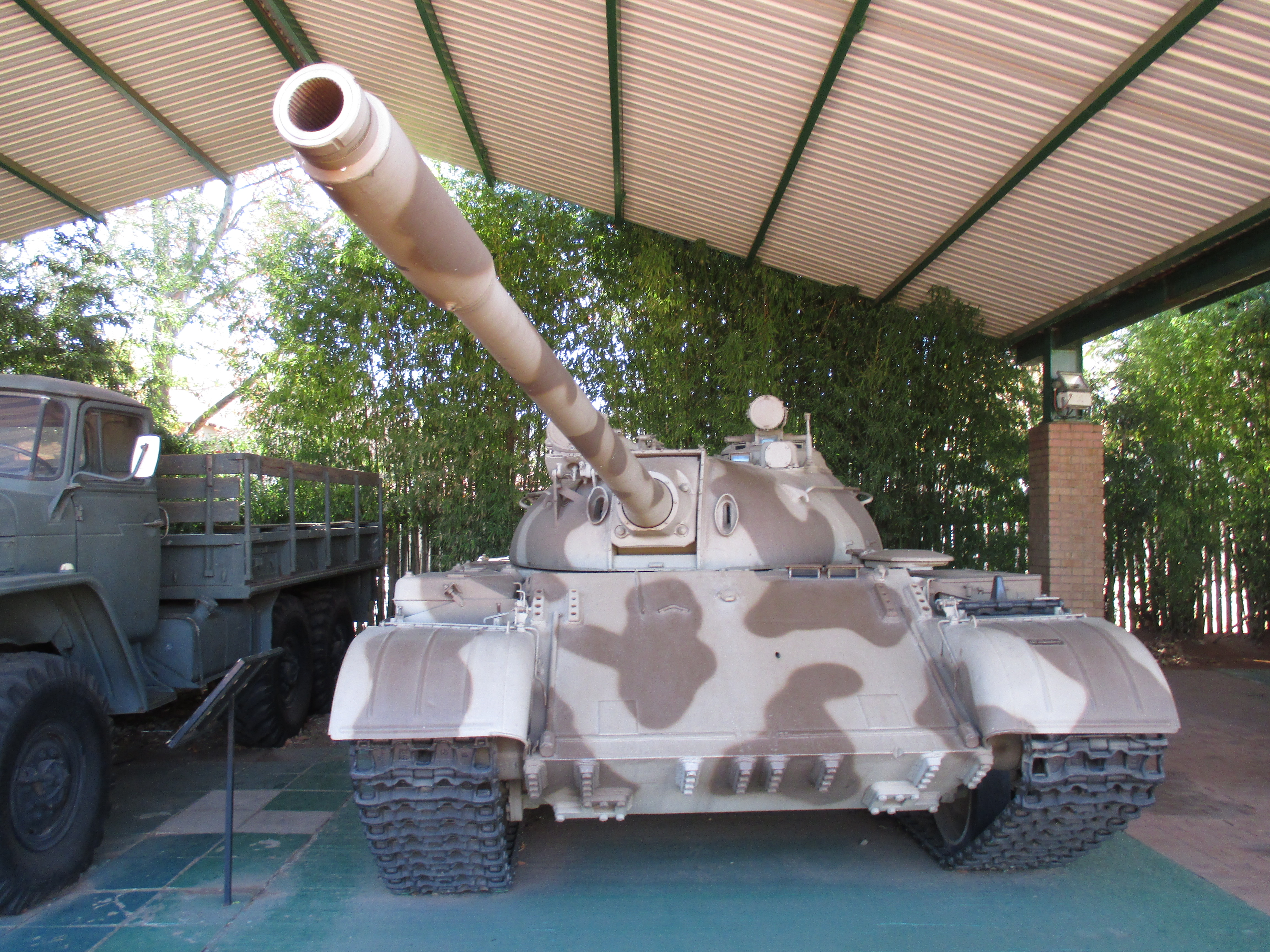
Carro de combate principal T-54/55 capturado por la SADF en los años siguientes y exhibido en el museo militar de Johannesburgo.

Cuando se recibió en el cuartel general la noticia del exitoso ataque del Grupo de Batalla Foxbat, los oficiales del Estado Mayor se sorprendieron. Ante la decisión de Sudáfrica de retirarse de Angola, se envió un mensaje a Cela cancelando la operación para capturar el Puente 14, pero sólo llegó al coronel Swart cuando ya se había producido la batalla. La victoria en el Puente 14 fue tan completa que el comandante del Foxbat, el brigadier George Kruys, tuvo que impedir que los comandantes de sus vehículos blindados siguieran persiguiendo al enemigo en retirada, orden que aceptaron con cierta desgana. Kruys sabía que sus fuerzas eran demasiado pequeñas para convertir la retirada en una derrota total.
Durante la batalla, los sudafricanos perdieron cuatro hombres. Los cubanos y el MPLA perdieron más de 400 hombres, aunque era difícil determinar el número exacto porque, como informó más tarde la BBC, constantemente salían de la zona camiones llenos de cadáveres en dirección norte. Entre los cubanos asesinados se encontraba el comandante de la Fuerza Expedicionaria Cubana, comandante Raúl Díaz Argüelles. Aunque los sudafricanos habían decidido retirarse de Angola en enero, el teniente general Magnus Malan fue al frente el 15 de diciembre y dijo a todos los comandantes que, aunque no recibirían refuerzos adicionales, debían capturar y conservar la mayor cantidad de territorio posible. con las tropas disponibles.
Para los sudafricanos, la batalla por el Puente 14 fue una operación muy exitosa y demostró que la velocidad, la sorpresa y un ataque agresivo pueden inclinar la balanza a favor de una fuerza numéricamente más débil y equipada con menos armas pesadas. La precisión de la artillería sudafricana jugó un papel clave en la captura del puente y permitió a los zulúes y foxbat continuar avanzando hacia el norte. El enemigo cometió el grave error de utilizar posiciones permanentes para su propia artillería, moviendo sus cañones de un lugar a otro a intervalos regulares, en lugar de encontrar nuevas posiciones como hicieron los sudafricanos. Los observadores pudieron registrar todas sus ubicaciones como objetivos y simplemente esperar a que la artillería enemiga llegara a cada ubicación antes de disparar contra ellos.